# NGC 6872
NGC 6872 (другие обозначения — PGC 64413, ESO 73-32, VV 297, AM 2011—705, IRAS20115-7055) — спиральная галактика в созвездии Павлин. Является самой крупной из известных спиральных галактик.
Этот объект входит в число перечисленных в оригинальной редакции «Нового общего каталога».